# Kapucijner

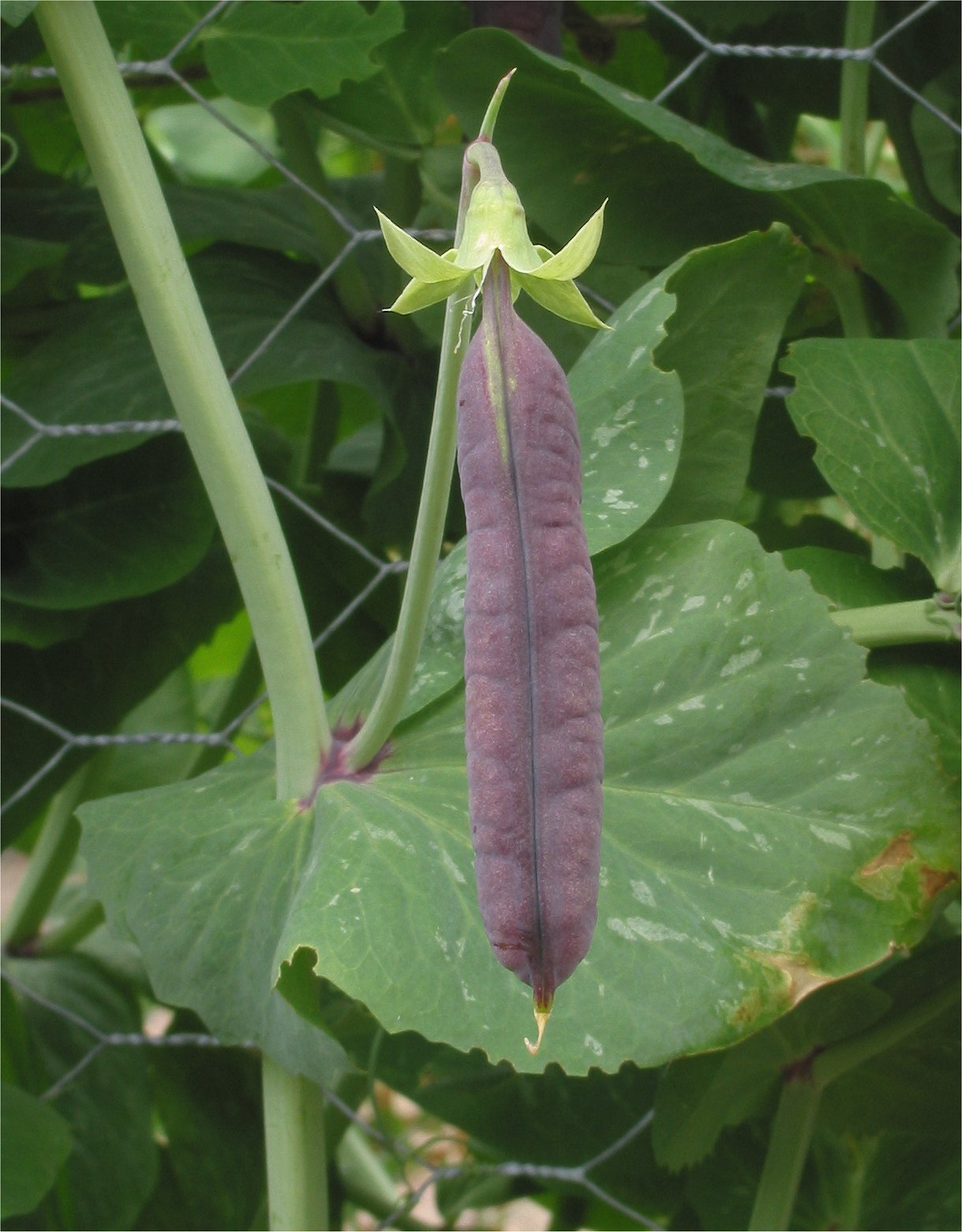
Peul van 'Blauwschokker'

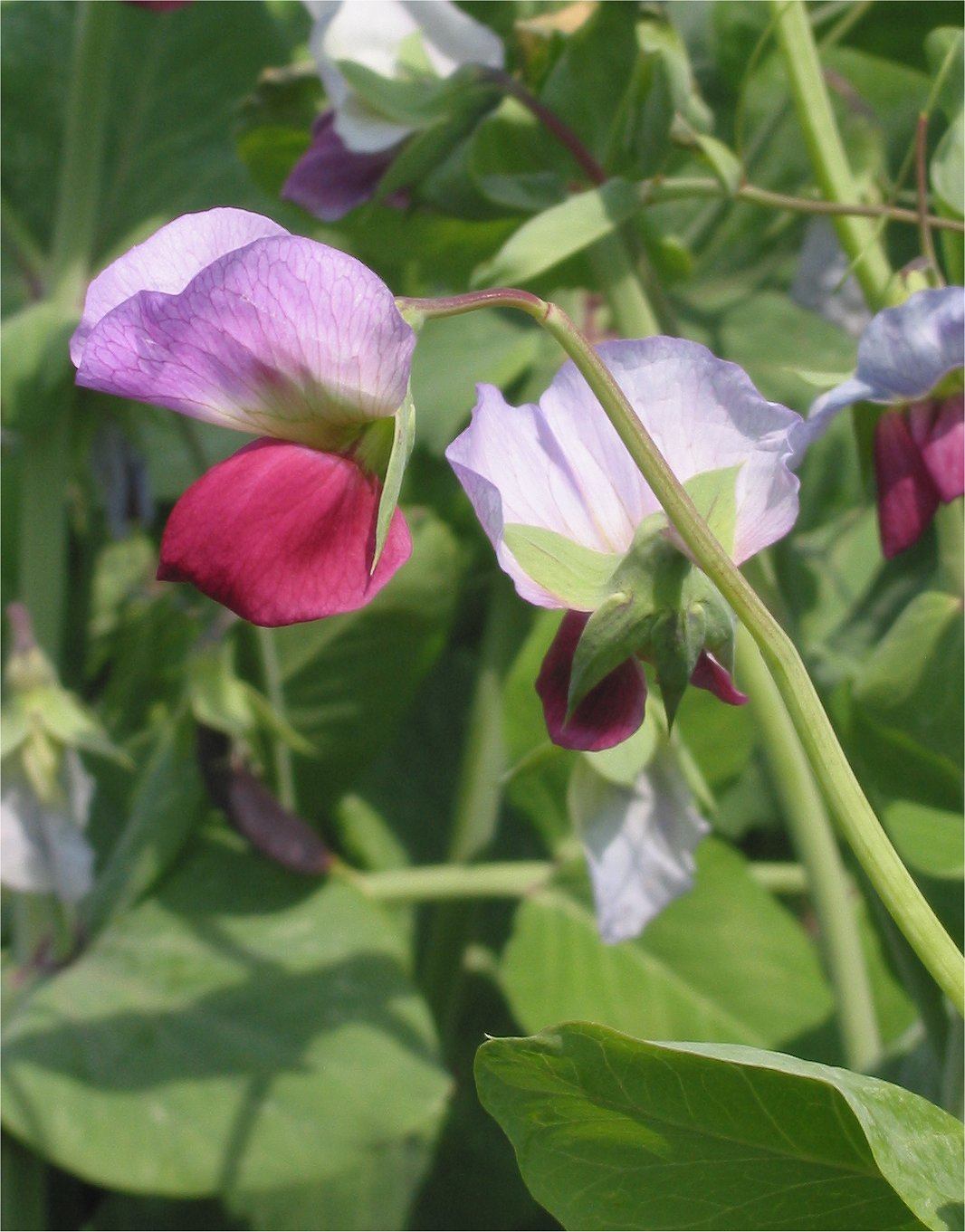
Kapucijner in bloei

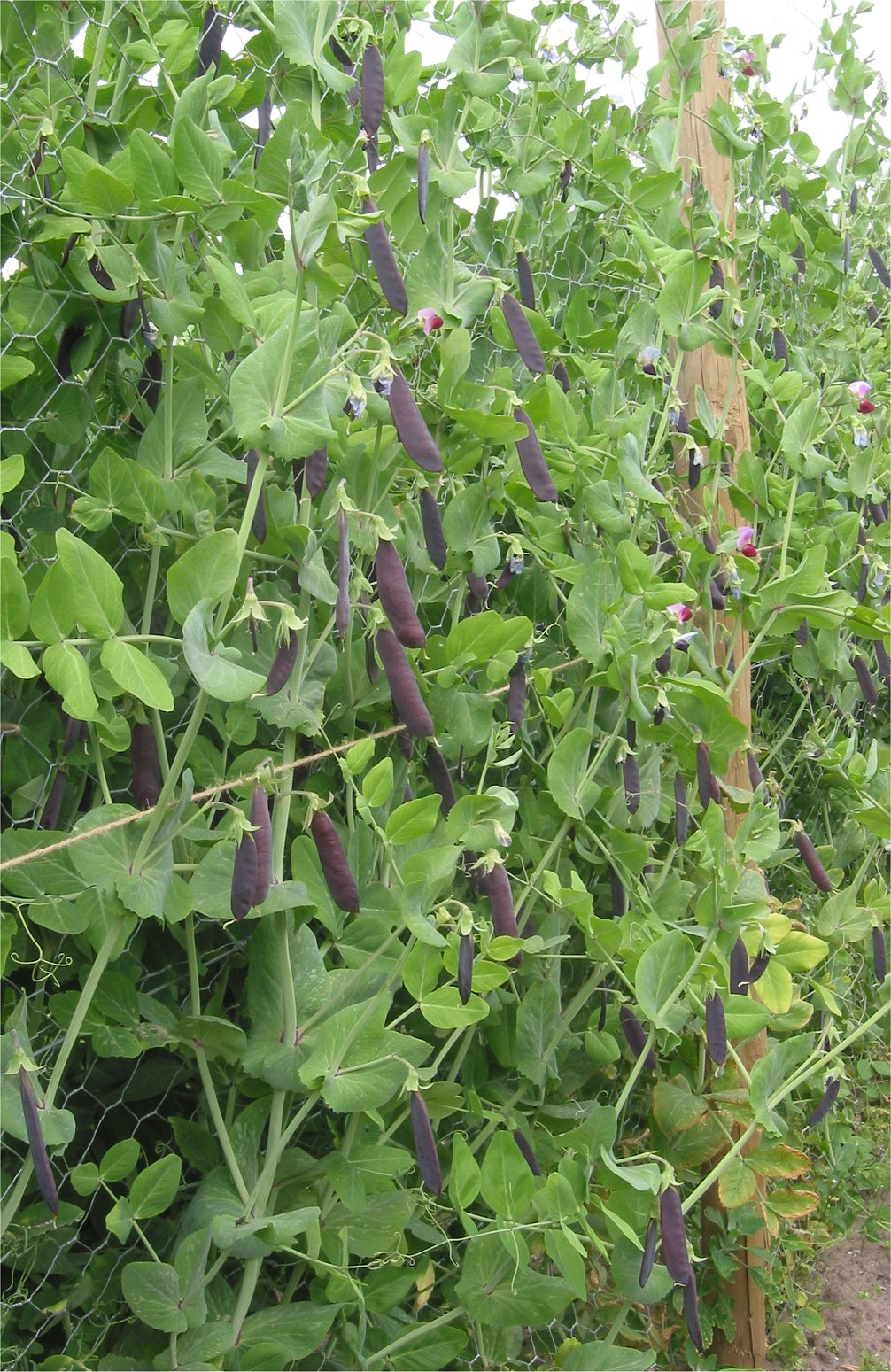
'Blauwschokker' aan gaas

De kapucijner (Pisum sativum var. arvense) is een variëteit van de erwt. 
Kapucijners zijn klimplanten die bloeien met purperen bloemen. De peulen zijn blauw/paars gekleurd. De jonge, nog groene peulen zijn ook net als 'sugarsnaps' goed eetbaar.
De kapucijner is een oud gewas en wordt al ten minste 7000 jaar geteeld. De oudste vondsten dateren uit archeologische opgravingen in Turkije.

## Etymologie
De naam kapucijner verwijst naar de franciscaner kloosterorde van de kapucijnen, vanwege de grauwe kleur.

## Andere benamingen
Een andere veelgebruikte naam voor de kapucijner is velderwt.
Oudere benaming is: schokkererwt. In de Nederlandse krijgsmacht  worden kapucijners vanouds raasdonders genoemd. De Texelse bijnaam is grauwe ganzen. In Noord-Holland wordt met de benaming grauwe erwt een andere erwt (namelijk de rozijnerwt) bedoeld.

## Rassen
Er zijn rassen met langstro (rijs- of klimerwten) en met kortstro.
- Langstrorassen. Deze rassen moeten aan gaas of rijshout geteeld worden. Een ras dat veel door de amateurtuinder wordt gebruikt is de 'Blauwschokker'.
- Kortstrorassen. Deze rassen worden in de landbouw gebruikt voor de verse consumptie. In 2003 was er bijna 700 ha in Nederland. De teelt vindt hoofdzakelijk plaats in Zeeland. Het ras 'Solido' wordt hiervoor gebruikt. Het ras is zogenaamd semi-bladloos en is weinig vatbaar voor topvergeling. Bij dit ras is een gedeelte van de bladeren omgevormd tot ranken, waardoor het gewas opener is en er minder ziekten optreden.

## Teelt
Blauwschokkers worden gezaaid in januari en februari onder platglas. Bij het uitplanten in maart en april wordt de hoofdwortel ingekort om de vorming van zijwortels te stimuleren. Het planten gebeurt in dubbele rijen of een enkele rij aan kippengaas of rijshout. Blauwschokkers kunnen 150 tot 200 cm hoog worden. Ook is er een kortstroras, 'Desirée', dat tot 75 cm hoog wordt.
Blauwschokkers worden vanaf half juni tot augustus geoogst. Ze kunnen rijper geoogst worden dan de erwten, omdat ze minder gauw melig en hard worden.
Als de kapucijners vroeg geoogst worden zijn de erwten groen, later worden ze bruin. Voor gedroogde kapucijners laat men de peulen zo lang aan de plant zitten totdat ze droog zijn.

## Bereiding
Kapucijners zijn in verschillende vormen verkrijgbaar:
- Verse kapucijners worden verkocht in hun doppen. De kooktijd na het doppen bedraagt 5-10 minuten. Verse kapucijners zijn in juni en juli te koop.[5]
- Gedroogde kapucijners moeten eerst 10-12 uur geweekt worden in water, voordat ze kunnen worden gegeten.[6] De kooktijd is daarna ook nog lang, ongeveer 1-2 uur.
- Bij kapucijners in blik of in glas is enkele minuten opwarmen voldoende.[5]
- Diepgevroren kapucijners zijn in verse toestand ingevroren, waardoor ook een kooktijd van 5-10 minuten nodig is.[3]

Kapucijners worden niet rauw gegeten.

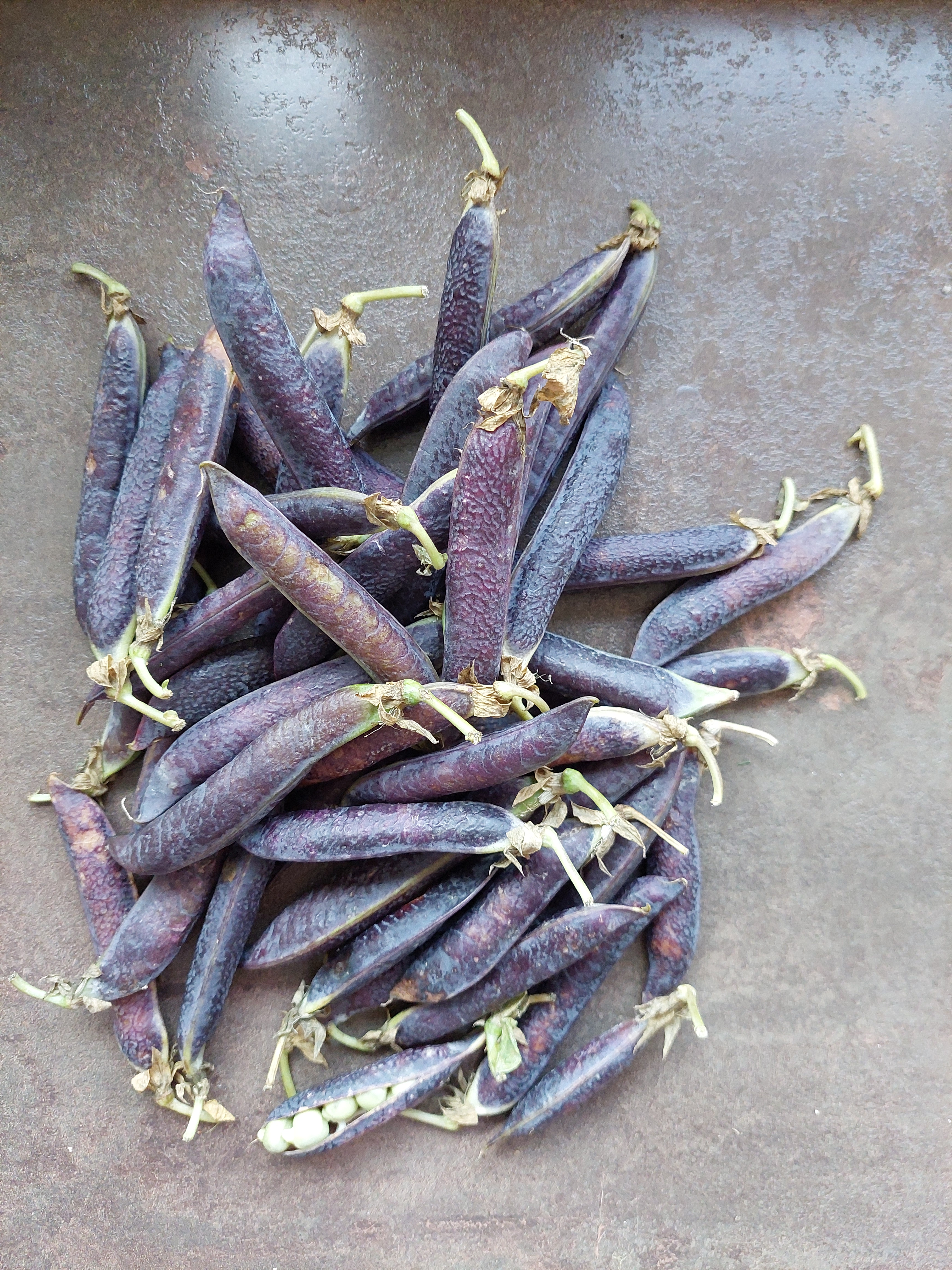
Een hoeveelheid verse kapucijners, voor het doppen
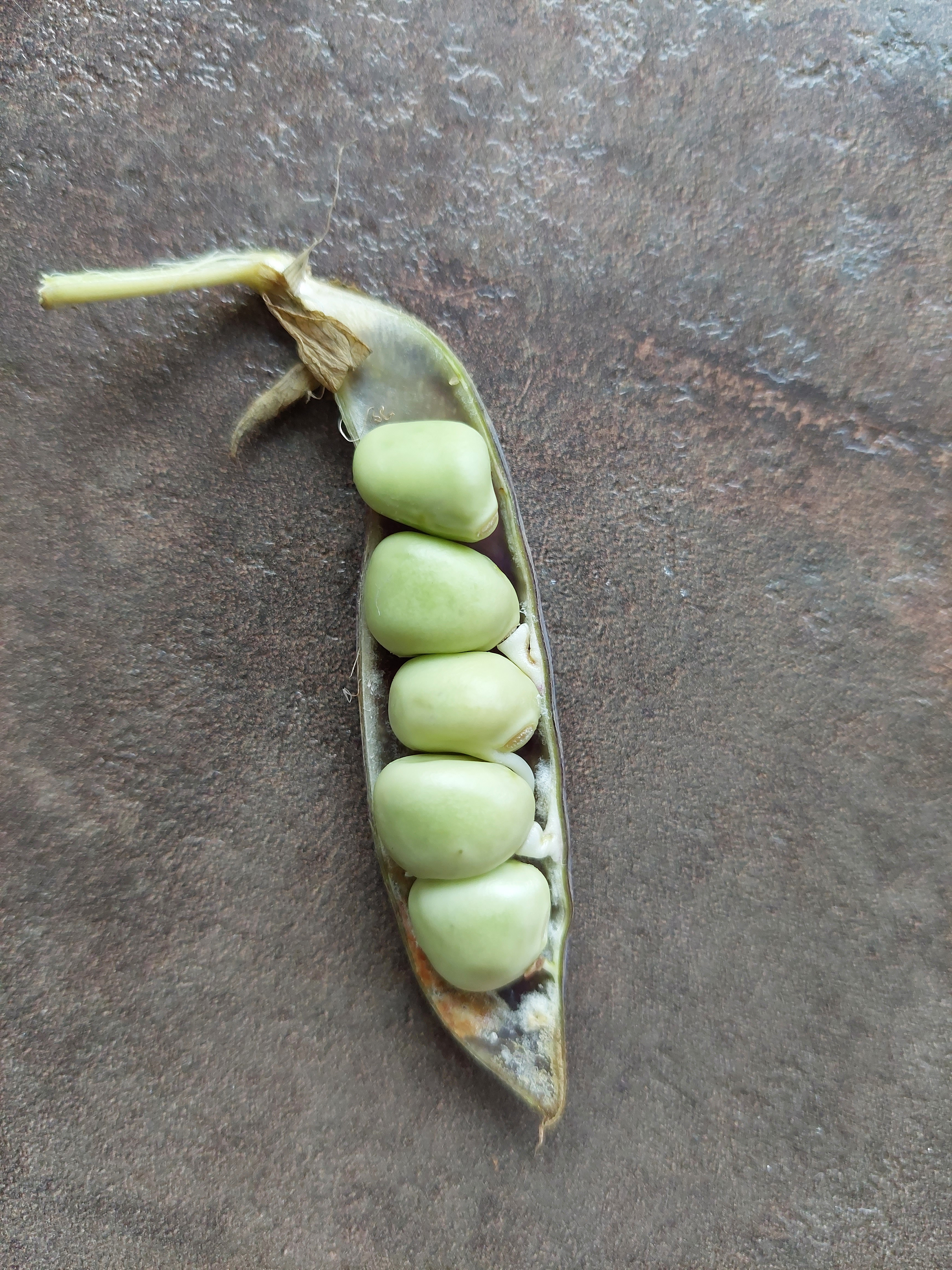
Een opgesneden dop. De erwten worden gegeten, de peul wordt weggegooid.
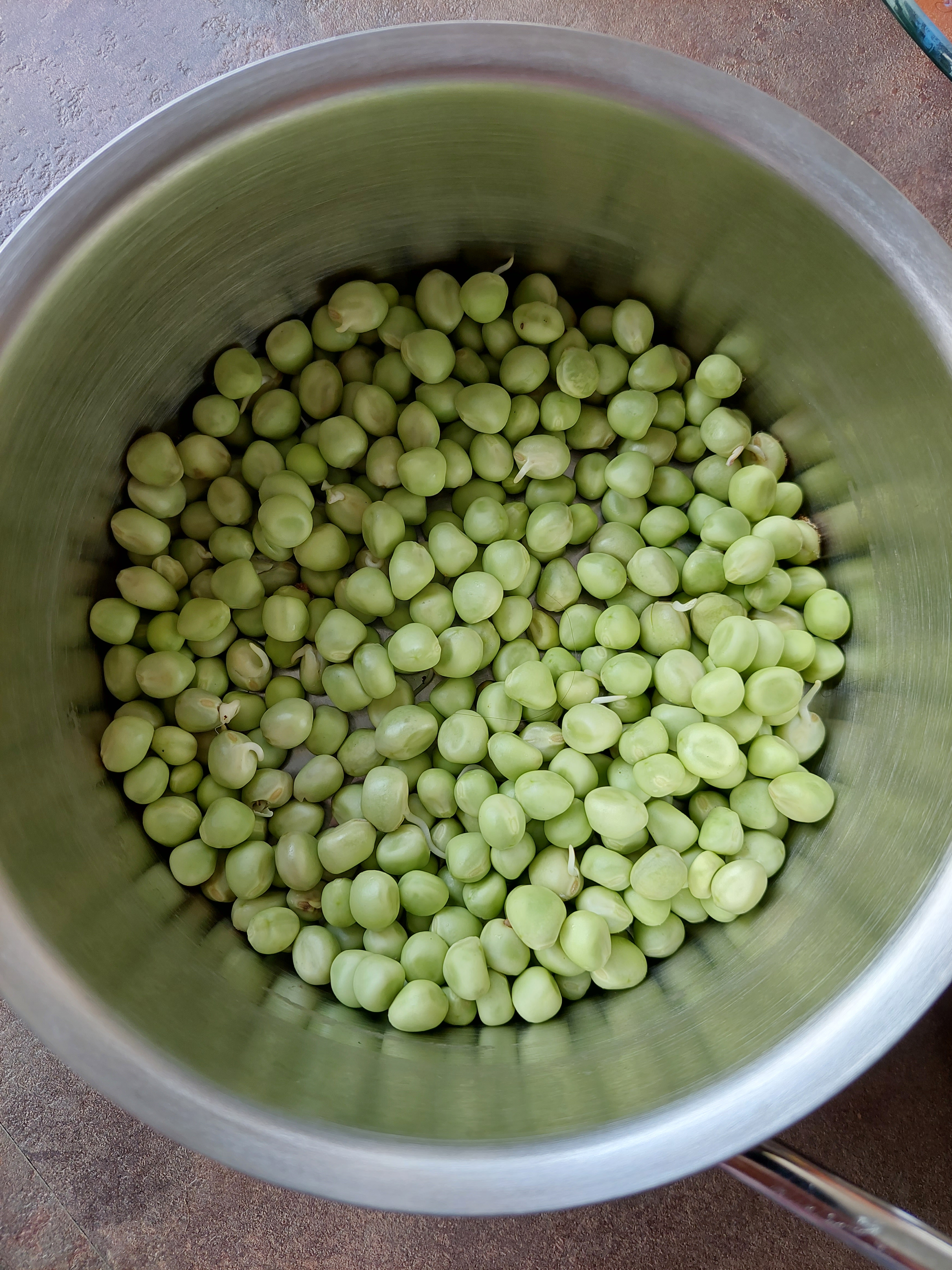
Versgedopte jonge kapucijners voor het koken.

## Inhoudstoffen
De voedingswaarde van 100 gram verse kapucijners is:
| Energetische waarde | 418 kJ   |
| ------------------- | -------- |
| Koolhydraten        | 18 gram  |
| Eiwit               | 6 gram   |
| Vet                 | 0,4 gram |
| Vitamine C          | 2 mg     |
| Vitamine B1         | 0,08 mg  |
| Vitamine B2         | 0,08 mg  |
| Calcium             | 35 mg    |
| IJzer               | 1,9 mg   |

## Ziekten en beschadigingen
Een belangrijke virusziekte is topvergeling. Deze ziekte wordt door bladluizen overgebracht van luzerne op kapucijners, erwten en tuinbonen. 

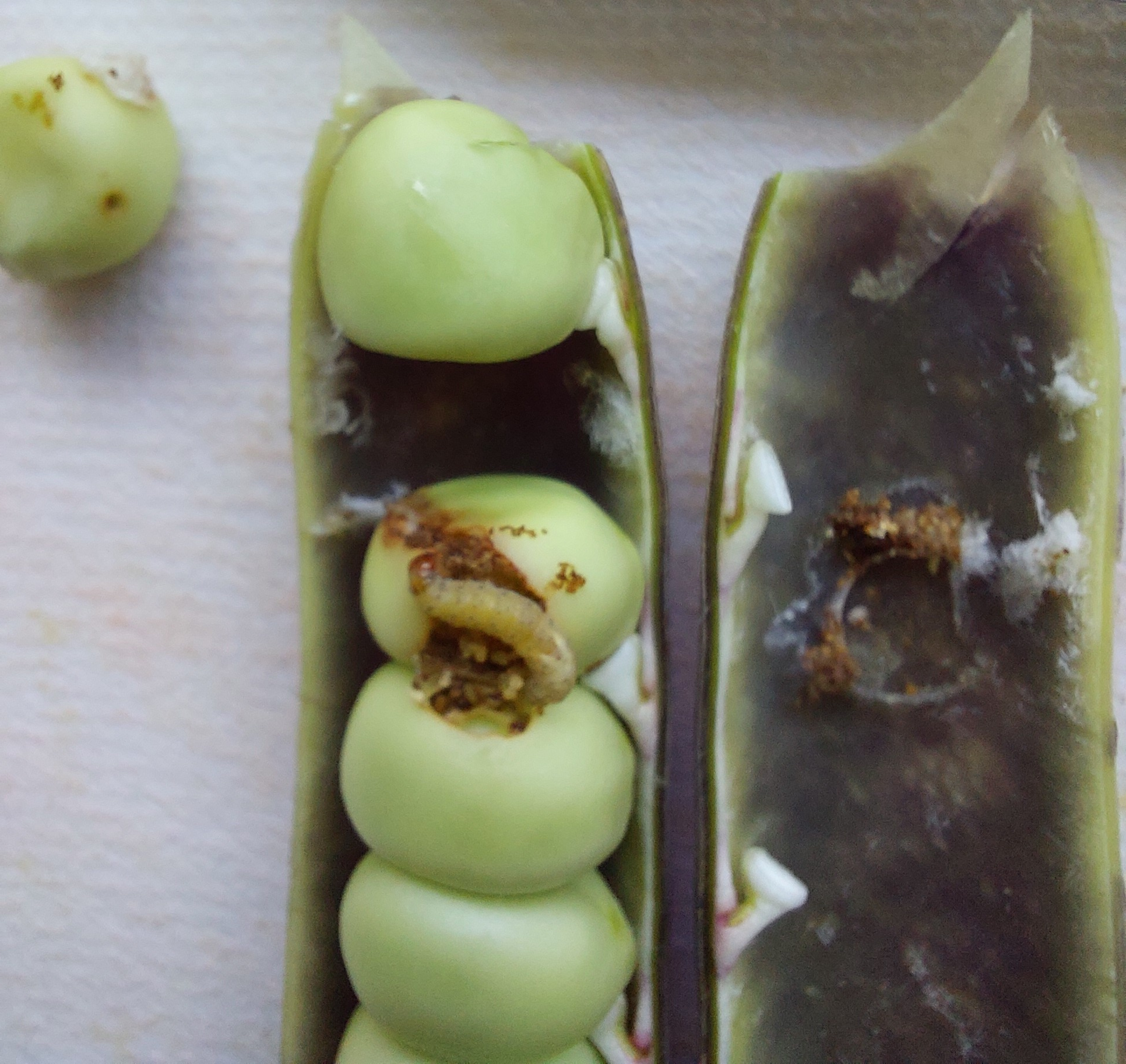
Wormpje in de peul heeft de erwt aangetast.

In de kapucijners kunnen ook wormpjes voorkomen.